# Kalambo (reka)
Rijeka Kalambo leži na granici između Zambije i Tanzanije. To je relativno mali tok koji teče u jugoistočni dio jezera Tanganjika. Ono po čemu je poznata su njeni vodopadi, Kalambo vodopadi, koji su po visini drugi po redu u Africi (poslije Južnoafričkih Tugela vodopada. Vodopadi su i arheološki važno mjesto jer postoje dokazi da su primitivni ljudi počeli sistematski koristiti vatru prije nekih 60.000 godina; potvrđeno je da primitivne alatke iskopane iz kanjona Kalambo potiču iz 300.000. godine prije nove ere. 1964. godine Zambijska Komisija za Nacionalnu Baštinu je arheološku lokaciju uvrstila u geografski leksikon kao nacionalni spomenik.
Stijene oko vodopada služe kao mjesta za parenje i pravljenje gnijezda rijetkoj, ogromnoj marabou rodi.

## Spoljašnje veze
- http://whc.unesco.org/en/tentativelists/868/
- "Kalambo Vodopadi." Encyclopædia Britannica. 2006. Encyclopædia Britannica Online. 17 June 2006  <http://search.eb.com/eb/article-9044379>.
- "šumarstvo." Encyclopædia Britannica. 2006. Encyclopædia Britannica Online. 17 June 2006  <http://search.eb.com/eb/article-26182>.